# Diszpozíció
A jogtudományban a diszpozíció vagy rendelkezés írja elő azt a követendő magatartást, amelyet a tényállás elemeinek megvalósulása esetén a jogalanyoknak tanúsítaniuk kell.
A büntetőjogban a diszpozíciók általában az egyes bűncselekmények különös részi meghatározásának felelnek meg.

## Fajtái
A büntetőjogban a diszpozíciók négy fajtáját különböztetjük meg:

### Egyszerű diszpozíció
Az egyszerű diszpozíció a bűncselekményt a nevével határozza meg.

### Leíró diszpozíció
A leíró diszpozíció a bűncselekményt lényeges ismérveinek körülírásával határozza meg. Ilyen például a lopás különös részi tényállása az 1978. IV. tv. szerint.

### Hivatkozó diszpozíció
A hivatkozó vagy utaló diszpozíció a büntetőtörvény egy másik rendelkezésére hivatkozik a bűncselekmény meghatározásakor. Ilyen például a közfeladatot ellátó személy elleni erőszak különös részi tényállása az 1978. IV. tv. szerint.

### Keretdiszpozíció
A keretdiszpozíció esetén a bűncselekmény meghatározását valamilyen más jogágazathoz tartozó jogszabály, szakmai szabály vagy jogszabály alapján kiadott hatósági rendelkezés tölti ki tartalommal. Ilyenek például a közlekedési bűncselekmények, amelyek elkövetési magatartását a közlekedési szabályok határozzák meg.